# Banjole
Banjole – wieś w Chorwacji, w żupanii istryjskiej, w gminie Medulin. W 2011 roku liczyła 983 mieszkańców.
Jest położona na półwyspie Istria, 7 km na południowy wschód od Puli. W Banjole funkcjonuje port morski. Lokalna gospodarka opiera się na rolnictwie, rybołówstwie i turystyce. Znajdują się tu ruiny kościoła św. Mikołaja, wzniesionego pomiędzy VI a VIII wiekiem.